# Discurso de adeus

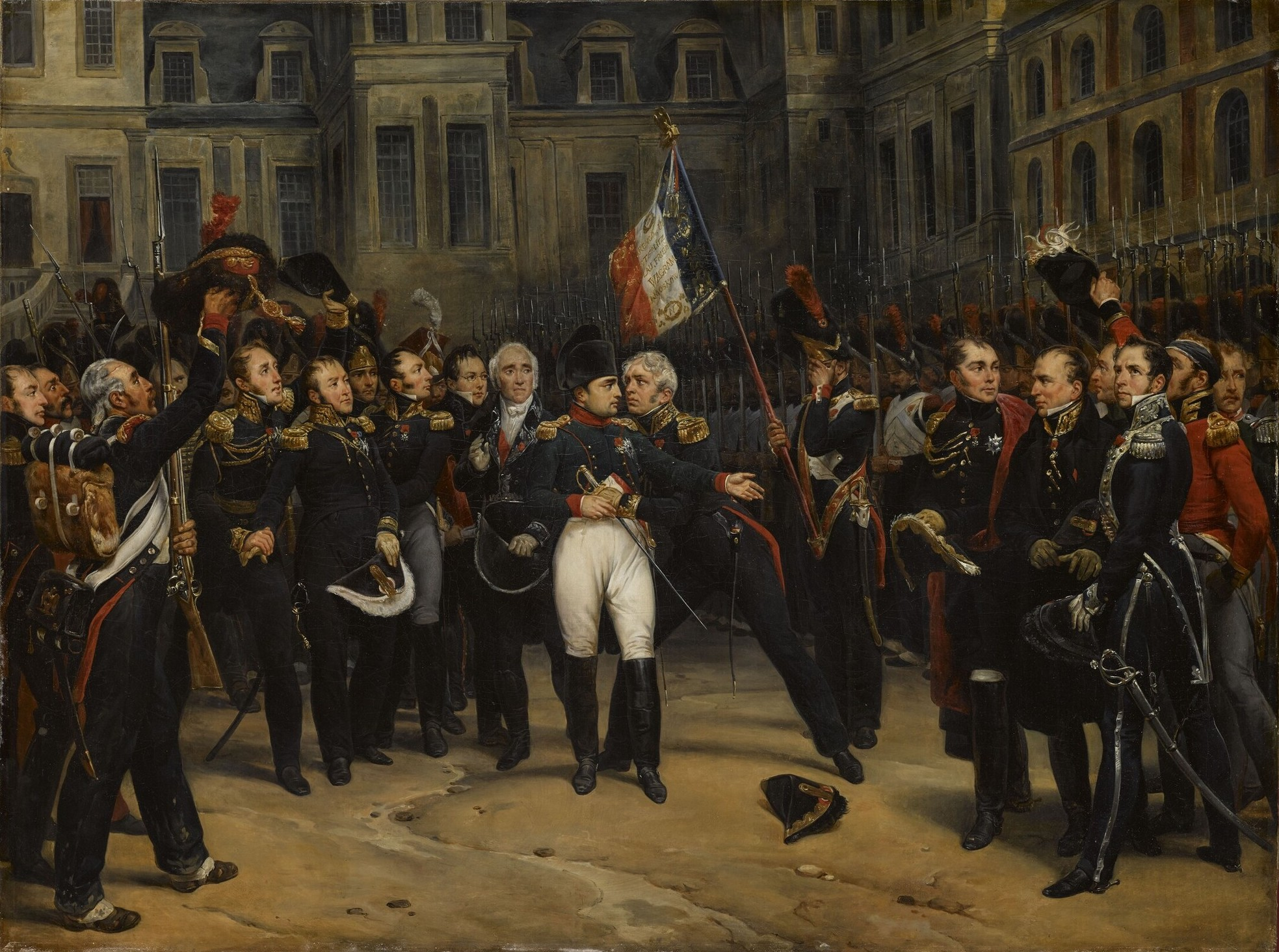
Napoleão se despedindo da Velha Guarda no Palácio de Fontainebleau, após sua primeira abdicação (1814)

Um discurso de adeus ou despedida é um discurso feito por um indivíduo que está deixando uma posição ou lugar. Eles são frequentemente usados por figuras públicas, como políticos, como um ponto alto da carreira anterior, ou como declarações feitas por pessoas relacionadas às razões de sua saída. O termo é frequentemente usado como um eufemismo para "discurso de aposentadoria", embora seja mais amplo, pois pode incluir uma conclusão geográfica ou mesmo biológica.
Nos Clássicos, um termo para um discurso de despedida digno e poético é apobaterion (ἀποβατήριον), oposto ao epibaterion, o discurso correspondente feito na chegada.